# Mistrzostwa Polski w kolarstwie przełajowym 1932
Mistrzostwa Polski w kolarstwie przełajowym 1932 odbyły się we Lwowie.

## Wyniki
- Jan Głowacki (AKS Warszawa)[1]
- Mieczysław Opiat (Lwowskie TKiM)
- Wiktor Dreher (RKS Lwów)